# TACAMO

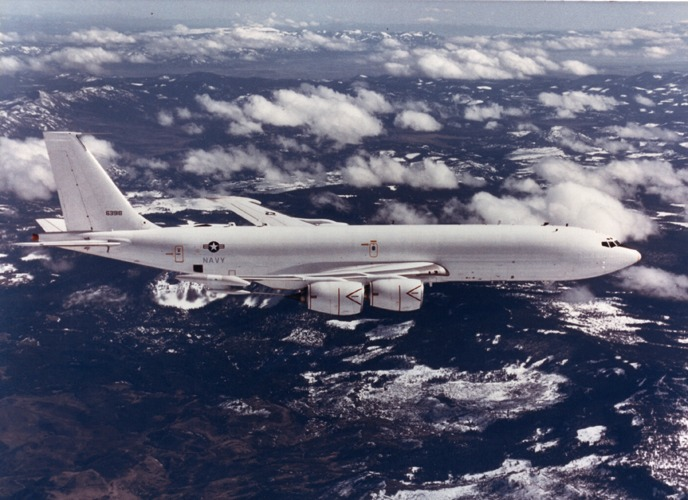
E-6 Mercury der US-Navy

TACAMO (Take Charge and Move Out) ist ein amerikanisches luftgestütztes Kommunikationssystem im Längstwellenbereich zur Übermittlung von Nachrichten (Emergency Action Messages, EAMs) während oder nach Nuklearschlägen. Es sichert den überlebenswichtigen Informationsaustausch zwischen der US-Landes- bzw. Kriegsführung und den strategisch wichtigsten Streitkräften (U-Boote, Raketensilos usw.).
Flugzeuge vom Typ Boeing E-6 ziehen dabei eine mehrere Kilometer lange Drahtantenne hinter sich her. Das System kann mit verschiedensten Modulationsarten arbeiten und hat eine Sendeleistung von bis zu 200 kW.